# Białe Szczepanowice (gromada)
Białe Szczepanowice (od 31 XII 1959 Drewnowo-Gołyń) – dawna gromada, czyli najmniejsza jednostka podziału terytorialnego Polskiej Rzeczypospolitej Ludowej w latach 1954–1972.
Gromady, z gromadzkimi radami narodowymi (GRN) jako organami władzy najniższego stopnia na wsi, funkcjonowały od reformy reorganizującej administrację wiejską przeprowadzonej jesienią 1954 do momentu ich zniesienia z dniem 1 stycznia 1973, tym samym wypierając organizację gminną w latach 1954–1972.
Gromadę Białe Szczepanowice z siedzibą GRN w Białych Szczepanowicach (w obecnym brzmieniu Białe-Szczepanowice) utworzono – jako jedną z 8759 gromad na obszarze Polski – w powiecie ostrowskim w woj. warszawskim, na mocy uchwały nr VI/10/11/54 WRN w Warszawie z dnia 5 października 1954. W skład jednostki weszły obszary dotychczasowych gromad Białe Kwaczoły, Białe Misztale, Białe Szczepanowice, Białe Zieje, Drewnowo-Gołyń, Drewnowo Lipskie i Zabiele-Pikuły ze zniesionej gminy Boguty w tymże powiecie. Dla gromady ustalono 11 członków gromadzkiej rady narodowej.
31 grudnia 1959 gromadę Białe Szczepanowice zniesiono przenosząc siedzibę GRN z Białych Szczepanowic do Drewnowa-Gołynia i zmieniając nazwę jednostki na gromada Drewnowo-Gołyń.